# Nautilida
Los nautílidos s. l. (Nautilida) son un orden de moluscos cefalópodos, en su mayoría extintos, que incluye los nautilos modernos, sus antecesores inmediatos y sus parientes más cercanos. Se supone que evolucionaron a partir de miembros del orden Oncocerida. Fue un grupo amplio y diverso desde finales del Paleozoico hasta mediados del Cenozoico. Se estima que hay alrededor de 30 familias, siendo el orden más amplio de los Nautiloidea. 
Se caracterizan por tener el mismo tipo de concha y la misma estructura interna que los nautilos actuales. Solo han sobrevivido seis especies hasta la actualidad, repartidas entre los géneros Nautilus y Allonautilus.